# Robert Walthour Senior
Pour les articles homonymes, voir Robert Walthour (homonymie).
Robert « Bobby » Howe Walthour Senior, né le 1er janvier 1878 à Atlanta, États-Unis, et mort le 3 septembre 1949 à Boston, est un coureur cycliste. Il est le père de Bob Walthour Junior. Il est intronisé au Temple de la renommée du cyclisme américain en 1989.
Bobby Walthour a commencé sa carrière comme sprinter, puis devint un formidable coureur de six jours, il atteint une grande renommée comme un intrépide derrière moto. Walthour est devenu professionnel en 1896. Il a gagné la plus grande course d'Amérique, les Six jours de New York au Madison Square Garden, avec son partenaire, le Canadien Archie McEachern, en 1901. Walthour les remporte à nouveau en 1903 avec son compatriote américain Munroe Bennie. En 1902 et 1903 Walthour gagne les championnats américains de demi-fond. Walthour a remporté les Championnats du monde de demi-fond en 1904 à Londres et en 1905 à Bruxelles. Walthour a continué sa carrière de cycliste jusque dans les années 1920.

## Biographie

### Débuts
Orphelin, Walthour dû gagner sa vie dès l'âge de 8 ans. Il devient garçon de recettes à 14 ans, puis appris à faire du vélo afin de développer son activité, à peu près à la même époque où apparu la bicyclette, que nous connaissons aujourd'hui, et qui a remplacé le Grand-bi. Walthour est devenu employé à Atlanta, en Géorgie comme messager à vélo et a montré une grande aptitude à la bicyclette. Walthour a commencé sa carrière amateur en 1895 dans les courses sur route dans les environs d'Atlanta. Après avoir gagné sept courses lors d'une même journée, il passa professionnel.

### Carrière professionnelle
Walthour devint rapidement un bon sprinter professionnel, mais n'a jamais été aussi bon que les meilleurs dans ce sport. Cependant, avec le développement du moteur à explosion, le demi-fond est devenu aussi populaire, sinon plus que la vitesse. Le demi-fond est rapide, et extrêmement dangereux car les coureurs suivent de près de leurs entraineurs à moto, à l'abri dans leur sillage. Walthour a abandonné complètement la vitesse en 1901.
Aux États-Unis, Walthour couru des courses indoors et outdoors sur des pistes en bois ou en ciment. Beaucoup, comme au Madison Square Garden, faisaient une dizaine de tours pour un mile, mais certains étaient plus grande avec cinq tours pour un mile, comme la piste de Charles River à Boston. La côte Est parsemée de villes avec des pistes comme Jacksonville, Atlanta, Baltimore, Philadelphie, Newark, New York, Boston et Manchester. Walthour a couru sur toutes ces pistes.
Après plusieurs années d'offres pour courir en Europe, Walthour y est finalement allé en 1904. Il arrive à Paris en mars comme un outsider et en repart en mai, comme l'imbattable Walthour. Walthour a remporté 11 des 12 courses, battant les meilleurs en Europe. Amos G. Batchelder, président du conseil de course de l'Association cycliste nationale aux États-Unis, a reçu un câble d'un haut fonctionnaire français (probablement Victor Breyer, directeur du vélodrome Buffalo à Paris) indiquant que Walthour était le — meilleur jamais vu en Europe et de loin le meilleur qui n'ait jamais venu d'Amérique, et est nettement supérieur à tous les autres coureurs de demi-fond d'aujourd'hui —.
En 1904, plus d'une douzaine de stayers professionnels, y compris certains des meilleurs au monde, avaient été tués par des accidents à grande vitesse. Bien que Walthour avait eu la chance d'éviter de graves blessures, il avait vu plusieurs de ses cohortes sur des civières[pas clair]. En 1907, les dangers du demi-fond  rattrape Walthour et il a failli être tué deux fois. Bien que Walthour eu un certain succès à partir de 1907, sa carrière n'a plus été la même. Il a terminé sa carrière avec une litanie de côtes cassées, brisées clavicules cassées, des doigts et des dizaines de commotions cérébrales.[pas clair]

### Retraite et décès
Walthour a passé la plupart de ses années de retraite dans le New Jersey. Walthour avait pris ses distances avec son fils, Robert Howe Walthour Jr., à cause d'une querelle religieuse et se parlaient rarement. Bobby Walthour Jr. est devenu un grand champion cycliste dans les années 1920 et 1930.
Walthour père est mort à Boston à l'âge de 71 ans.

## Palmarès

### Championnats du monde
- Londres 1904
  -  Champion du monde de demi-fond
- Anvers 1905
  -  Champion du monde de demi-fond
- Bruxelles 1910
  -  Médaillé de bronze du demi-fond

### Six jours
- Six jours de Boston : 1896 (individuel), 1900
- Six jours de New York : 1901 (avec Archie McEachern), 1903 (avec Ben Munroe)

### Championnats d'Europe
- 1906
  -  Médaillé d'argent du demi-fond
- 1910
  -  Médaillé d'argent du demi-fond
- 1911
  -  Champion d'Europe de demi-fond

### Championnats des États-Unis
- Champion des États-Unis de demi-fond en 1903 et 1904

### Autres
- 1904
  - Roue d'Or de Buffalo, Grand Prix d'Europe à Berlin-Friedenau (100 km), 50 km de Friedenau, Heure de Friedenau
- 1905
  - Roue d'Or de Buffalo
- 1909
  - Grand Prix d'Allemagne à Berlin-Botanischer Garten, Grand Prix de Hanovre, Grand Prix de Dresde

- 1911
  - Grand Prix d'Europe à Leipzig (100 km), Grand Prix d'Europe à Düsseldorf (1 heure), Coupe d'Or de Cologne, Grand Prix du Comté de Berg à Barmen, Grand Prix de Nuremberg, Grand Prix d'Été de Berlin-Olympia, Grand Prix de Saxe à Dresde, 2e Grand Prix d'Ouverture de Cologne, 2e Grand Prix de Pâques de Chemnitz, 2e Course de l'Empéreur à Cologne, 2e Grand Prix d'Essen, 2e Grand Prix de la Ville de Dresde, 2e Prix Robl à Berlin-Olympia, 2e Coupe d'Or de Vratislavie, 3e Grand Prix de Printemps de Dresde

- 1912
  - Grand Prix d'Europa à Leipizg (100 km), Roue d'Or du Rhin à Cologne, Grand Prix de Cologne, Grand Prix d'Ouverture de Chemnitz, Grand Prix de Mai à Dresde, Prix des Roses à Chemnitz, Mémorial Fritz Theile à Berlin-Olympia, Grand Prix de Clôture de Cologne, 2e Grand Prix d'Ouverture de Francfort-sur-Main, 2e Grand Prix de la Jubilée de Cologne, 2e Grand Prix d'Été de Berlin à Berlin-Olympia, 3e Prix des Nations à Berlin-Olympia, 3e Prix Albert Köcher à Berlin-Olympia, 3e Roue d'Or de Berlin à Berlin-Olympia, 3e Prix de la Ville de Hanovre, 3e Coupe d'Or de Vratislavie, 3e Roue d'Or de Dresde